# Associatie van grauwe wilg
De associatie van grauwe wilg (Salicetum cinereae) is een associatie uit het verbond van wilgenbroekstruwelen (Salicion cinereae). De associatie omvat broekstruwelen die worden gedomineerd door grauwe wilg. Ze komen voor op mesotrofe tot eutrofe bodems in laagvenen, beek- en riviervalleien en verlandde vennen en sloten.
De associatie is algemeen in Nederland en komt verspreid voor in Vlaanderen.

## Naamgeving en codering
| Frangulo-Salicetum cinereae Graebner & Hueck 1931 |

- Duits: Grauweidengebüsch
- Syntaxoncode voor Nederland (rVvN): r39Aa02
- BWK-karteringscodes: sf

De wetenschappelijke naam Salicetum cinereae is afgeleid van de botanische naam van de dominante soort van de associatie, de grauwe wilg (Salix cinerea).

## Fysiognomie
De formatie van de associatie van grauwe wilg betreft een struweel. De vegetatiestructuur van de associatie van grauwe wilg wordt gekenmerkt door een dominante struiklaag die zeer dicht is en hoofdzakelijk door grauwe wilg wordt gevormd. Een echte, gestructureerde boomlaag is meestal afwezig. De dichte struiklaag laat weinig licht door, waardoor de kruidlaag meestal soortenarm en weinig ontwikkeld is. Ook de moslaag is arm, en veenmossen komen er zelden in voor.

## Ecologie

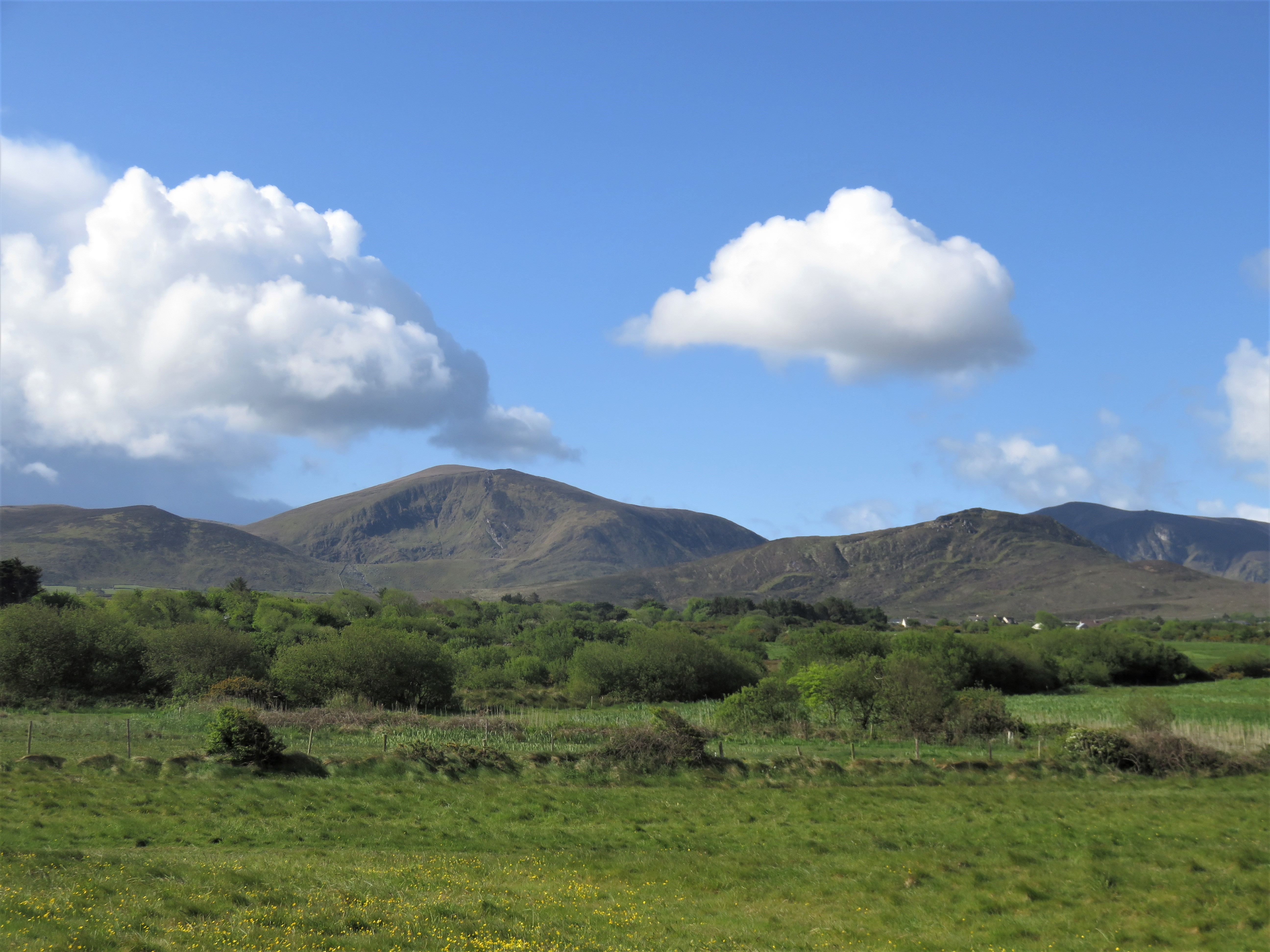
Zicht op een beekdal met de associatie van grauwe wilg in Ierland.

De associatie van grauwe wilg komt voor op mesotrofe tot eutrofe, moerassige bodems, zoals in voedselrijke laagvenen, in beekdalen, aan de rand van geëutrofieerde vennen, op zelden overstroomde rivierbeddingen, in duinvalleien en in verlande sloten. De grondwaterspiegel is variabeler, en de bodem minder zuur, voedselrijker en minder venig dan bij de associatie van geoorde wilg.

## Subassociaties in Nederland en Vlaanderen
Van de associatie van grauwe wilg worden in Nederland en Vlaanderen drie subassociaties onderscheiden.

### Subassociatie met hennegras
Een subassociatie met hennegras (Salicetum cinereae calamagrostietosum canescentis) wordt aangetroffen op plekken waar veenvorming optreedt en de trofiegraad langzaam afneemt. Deze subassociatie is vooral te vinden in laagveengebieden maar zij kan ook ontstaan op plekken in beekdallandschappen en soms in het rivierlandschap. De belangrijkste differentiërende soort voor deze subassociatie is hennegras. Wateraardbei, gewoon sterrenmos en haakveenmos worden als zwakke differentiërende soorten gezien voor deze subassociatie. De syntaxoncode voor Nederland is r39Aa02a.

### Typische subassociatie
De typische subassociatie (Salicetum cinereae typicum) is opmerkelijk soortenarm en wordt vooral aangetroffen op de voedselrijkere plekken in beekdallandschappen. Bitterzoet is een opvallende soort die in deze subassociatie het optimum heeft. De syntaxoncode voor Nederland is r39Aa02b.

### Subassociatie met kruipwilg
Een subassociatie met kruipwilg (Salicetum cinereae salicetosum repentis) wordt gevonden in vochtige duinvalleien, in het bijzonder op de Waddeneilanden en in het renodunaal district. De belangrijkste differentiërende soorten zijn kruipwilg en duinriet. De syntaxoncode voor Nederland is r39Aa02c.

## Verspreiding
Het verspreidingsgebied van de associatie van grauwe wilg omvat de gematigde delen van de Eurosiberische regio, noordelijk tot in Zuid-Zweden en de Baltische staten.
In Nederland komt de associatie algemeen voor, vooral in de beekdalen op hogere zandgronden in heidegebieden, natte potkleigebieden, laagveengebieden en in het Waddendistrict.
In Vlaanderen komt ze verspreid voor, maar is nergens algemeen. De belangrijkste vindplaatsen bevinden zich in beekdalen en langsheen de grote rivieren, in de Vlaamse duinen is deze associatie zeldzaam.

## Diagnostische taxa voor Nederland en Vlaanderen

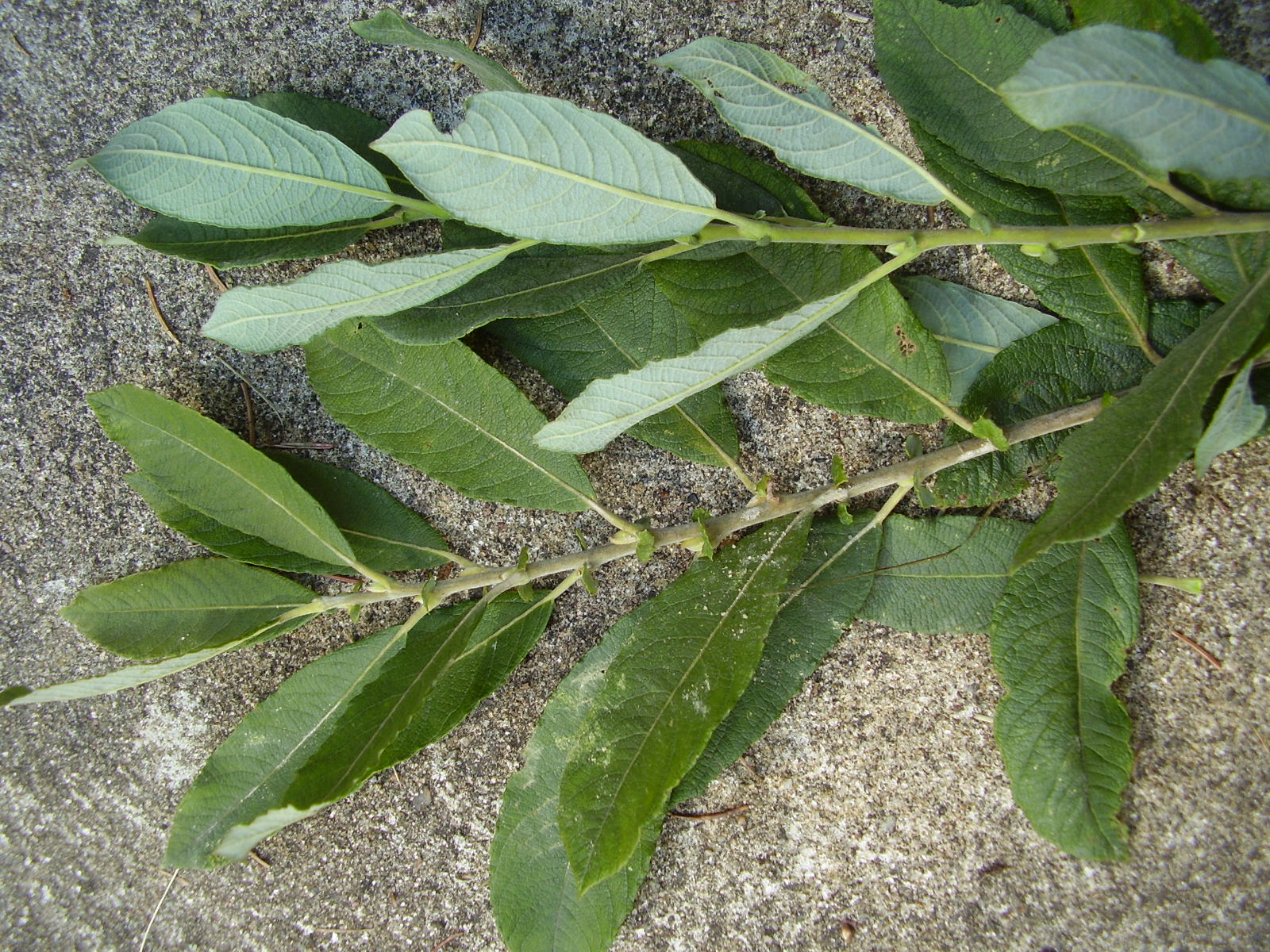
Grauwe wilg

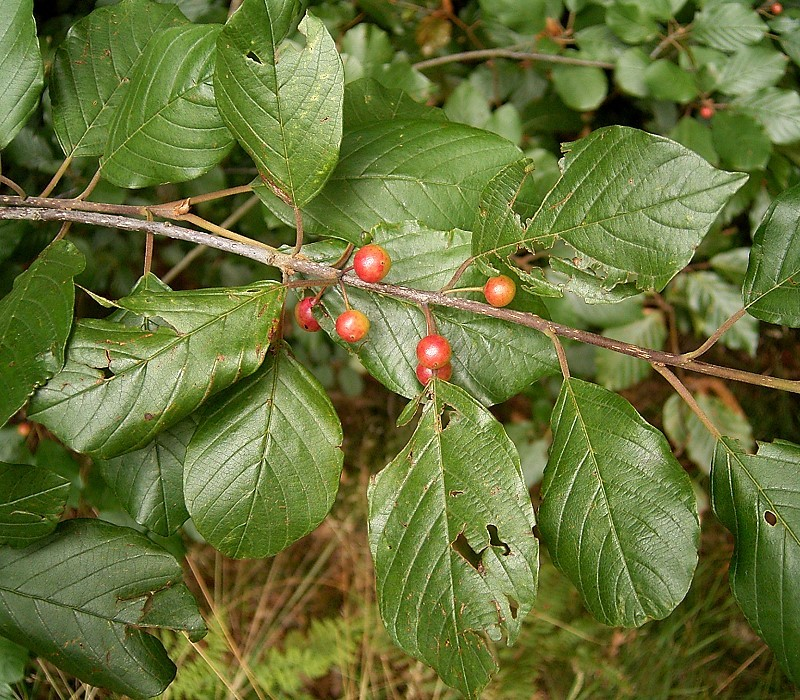
Sporkehout

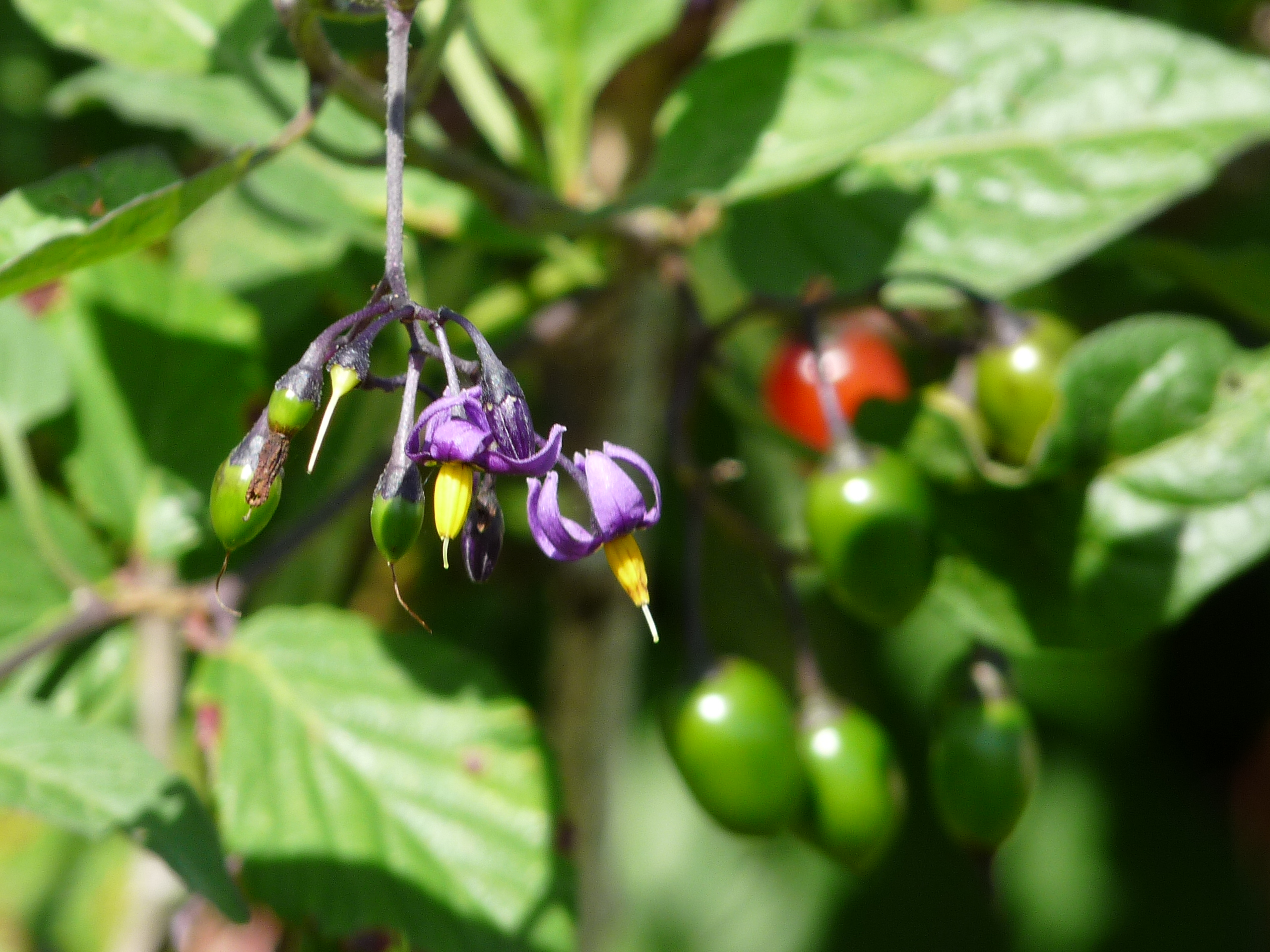
Bitterzoet

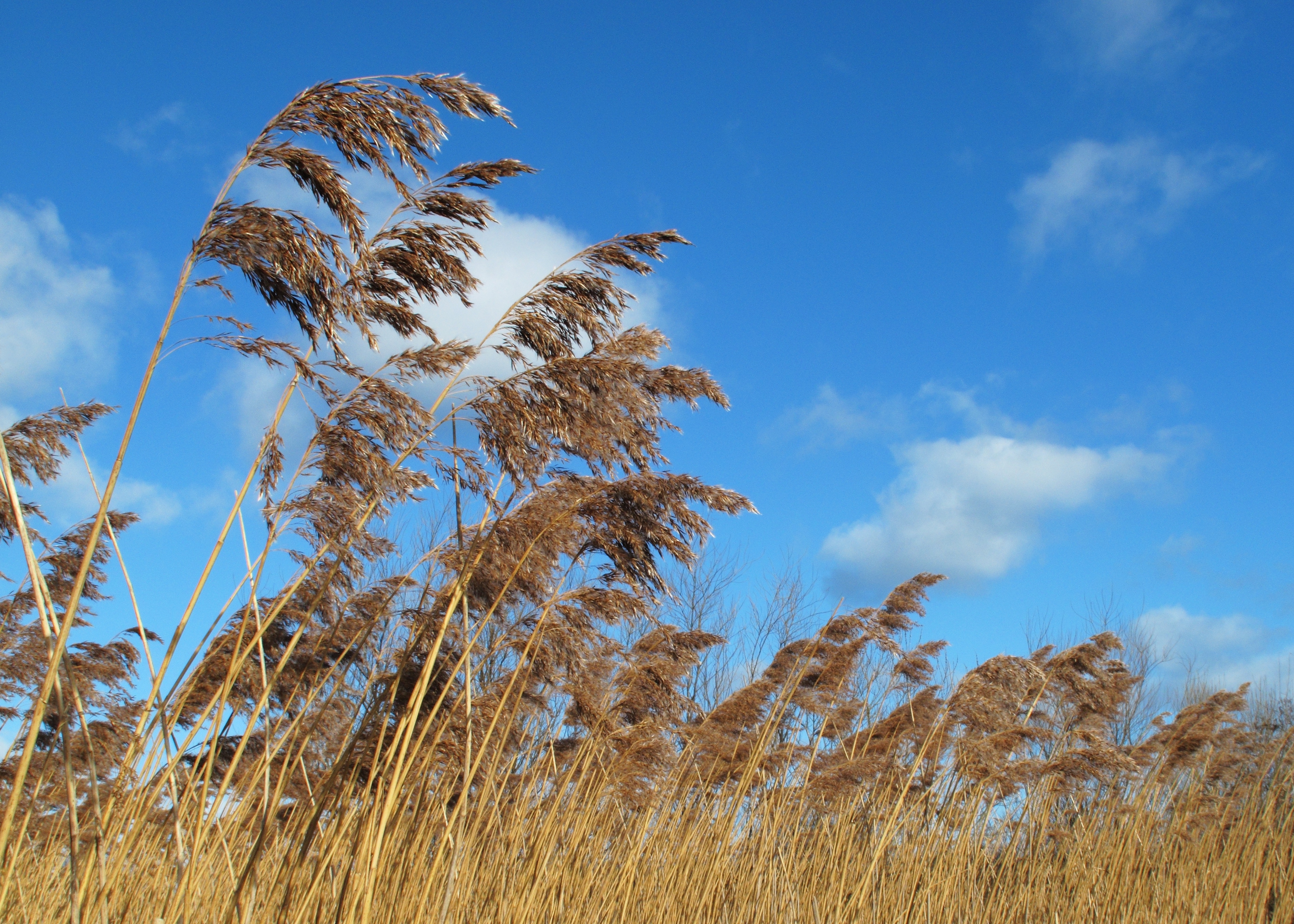
Riet

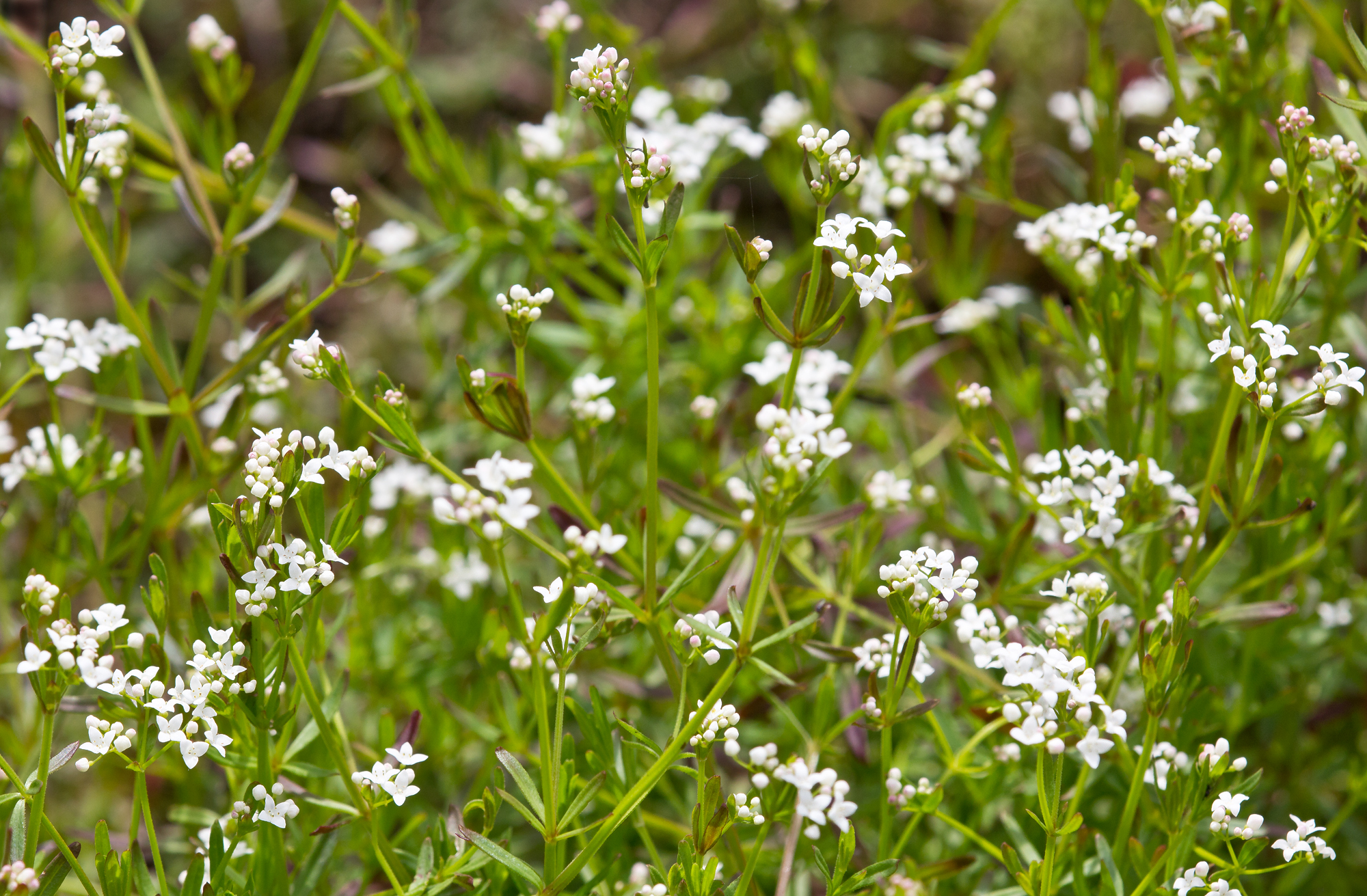
Moeraswalstro

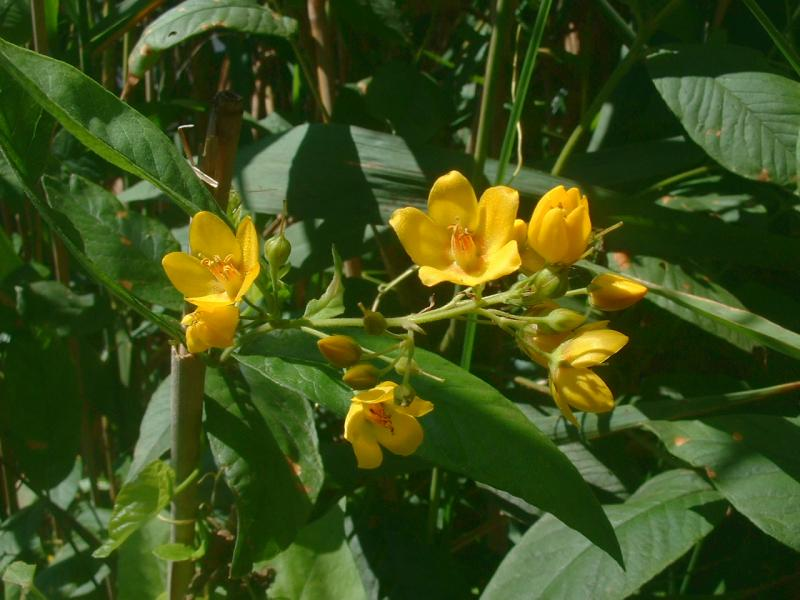
Grote wederik

De associatie van grauwe wilg heeft geen specifieke kensoorten. Ze wordt praktisch altijd gedomineerd door de grauwe wilg, terwijl sporkehout en geoorde wilg in tegenstelling tot in de associatie van geoorde wilg slechts een beperkte rol spelen.
In de kruidlaag zijn vooral moerasplanten als bitterzoet, riet, hennegras, grote wederik, moeraswalstro, wolfspoot en gele lis te vinden.
Zwak differentiërende soorten ten opzichte van de nauw verwante associatie van geoorde wilg zijn bitterzoet, grote brandnetel en ruw beemdgras.
In de onderstaande synoptische tabel staan de diagnostische taxa voor Nederland en Vlaanderen.
Struiklaag
| Kentaxon | Diff.soort | Abundantie | Triviale naam              | Botanische naam    | Opmerking                   |
| -------- | ---------- | ---------- | -------------------------- | ------------------ | --------------------------- |
| kV       |            | 100%       | grauwe wilg                | Salix cinerea      |                             |
| kK       |            | > 10%      | sporkehout                 | Frangula alnus     |                             |
| kK       |            | < 10%      | geoorde wilg × grauwe wilg | Salix ×multinervis |                             |
|          |            | > 30%      | zwarte els                 | Alnus glutinosa    |                             |
|          |            | > 20%      | zachte berk                | Betula pubescens   |                             |
|          | dS         |            | kruipwilg                  | Salix repens       | subassociatie met kruipwilg |

Kruidlaag
| Kentaxon | Diff.soort | Abundantie | Triviale naam      | Botanische naam         | Opmerking                             |
| -------- | ---------- | ---------- | ------------------ | ----------------------- | ------------------------------------- |
|          | dA         | > 50%      | bitterzoet         | Solanum dulcamara       | t.o.v. de associatie van geoorde wilg |
|          |            | > 50%      | gewoon riet        | Phragmites australis    |                                       |
|          | dS         | > 40%      | hennegras          | Calamagrostis canescens | subassociatie met hennegras           |
|          |            | > 40%      | moeraswalstro      | Galium palustre         |                                       |
|          |            | > 40%      | grote wederik      | Lysimachia vulgaris     |                                       |
|          |            | > 30%      | wolfspoot          | Lycopus europaeus       |                                       |
|          |            | > 30%      | gele lis           | Iris pseudacorus        |                                       |
|          |            | > 30%      | gewone braam       | Rubus fruticosus        |                                       |
|          | dA         | > 20%      | grote brandnetel   | Urtica dioica           | t.o.v. de associatie van geoorde wilg |
|          |            | > 20%      | smalle stekelvaren | Dryopteris carthusiana  |                                       |
|          |            | > 20%      | watermunt          | Mentha aquatica         |                                       |
|          |            | > 20%      | pitrus             | Juncus effusus          |                                       |
|          |            | > 20%      | grote kattenstaart | Lythrum salicaria       |                                       |
|          | dA         | > 20%      | ruw beemdgras      | Poa trivialis           | t.o.v. de associatie van geoorde wilg |
|          |            | > 20%      | melkeppe           | Peucedanum palustre     |                                       |
|          |            | > 10%      | kale jonker        | Cirsium palustre        |                                       |
|          |            | > 10%      | stijve zegge       | Carex elata             |                                       |
|          |            | > 10%      | pinksterbloem      | Cardamine pratensis     |                                       |

Moslaag
| Kentaxon | Diff.soort | Abundantie | Triviale naam     | Botanische naam | Opmerking |
| -------- | ---------- | ---------- | ----------------- | --------------- | --------- |
|          |            |            | gewoon sterrenmos | Mnium hornum    |           |

## Fotogalerij

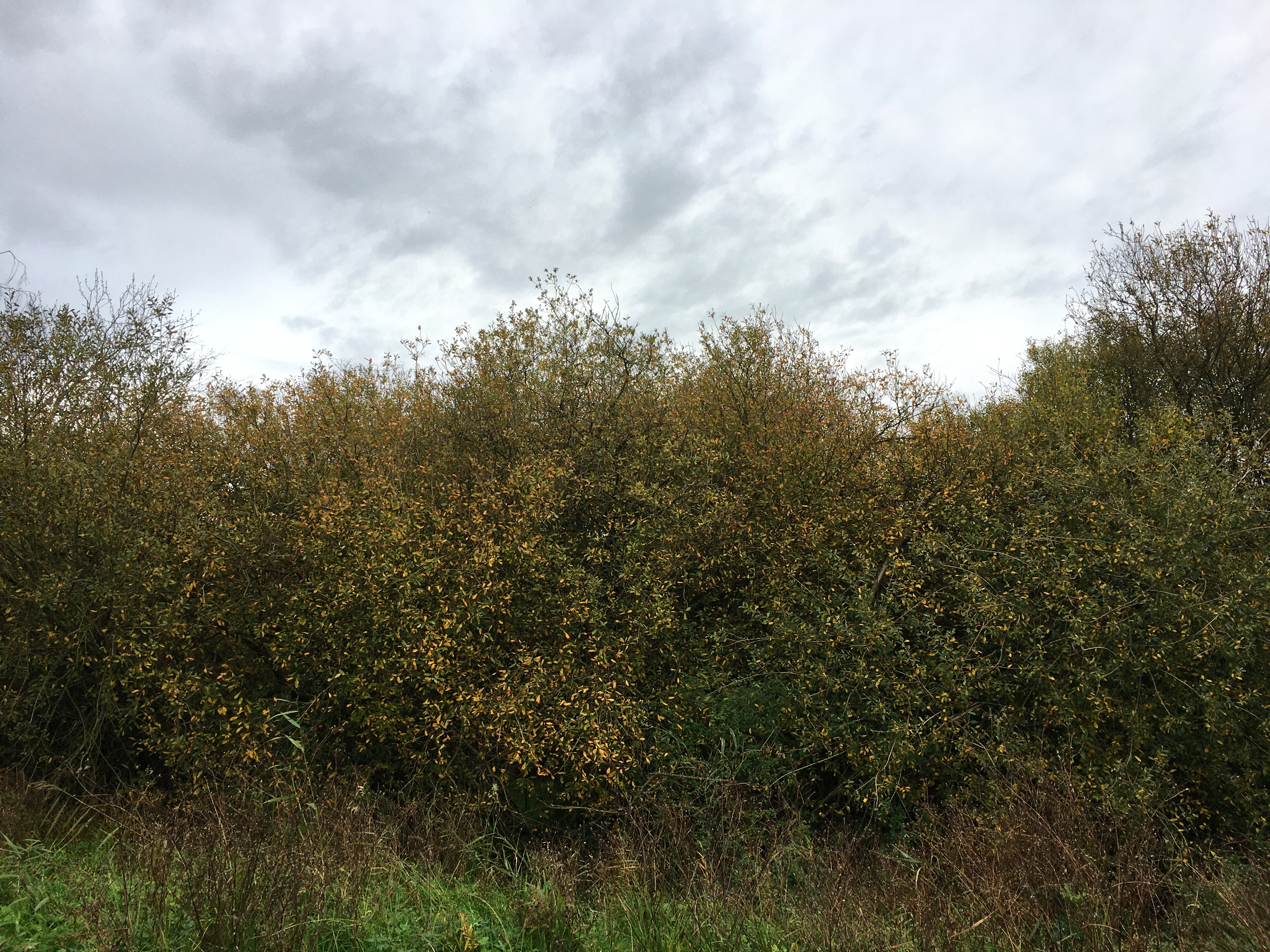
Herfstaspect van de typische subassociatie in november
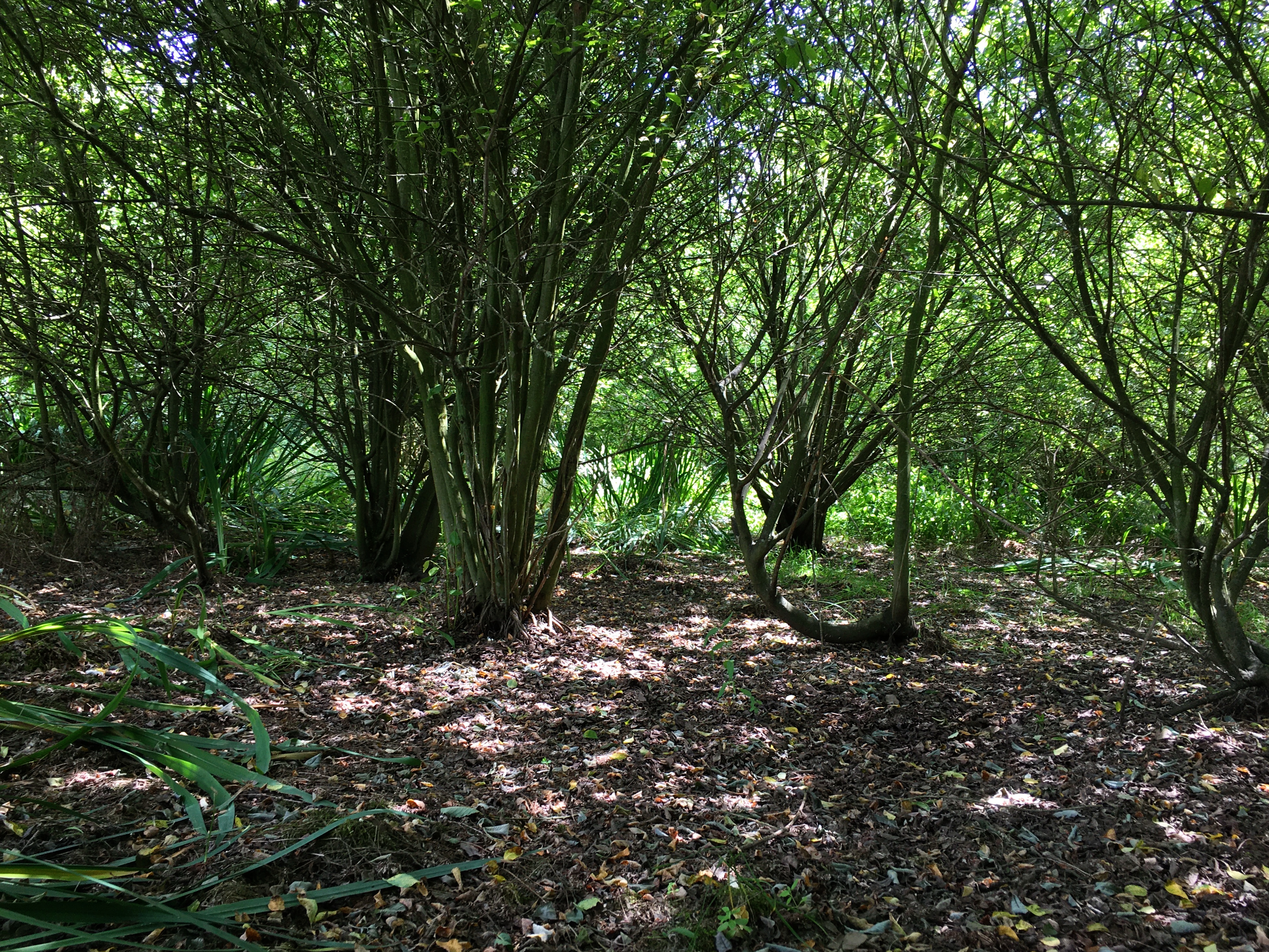
Verdrogende vorm van de typische subassociatie in juli
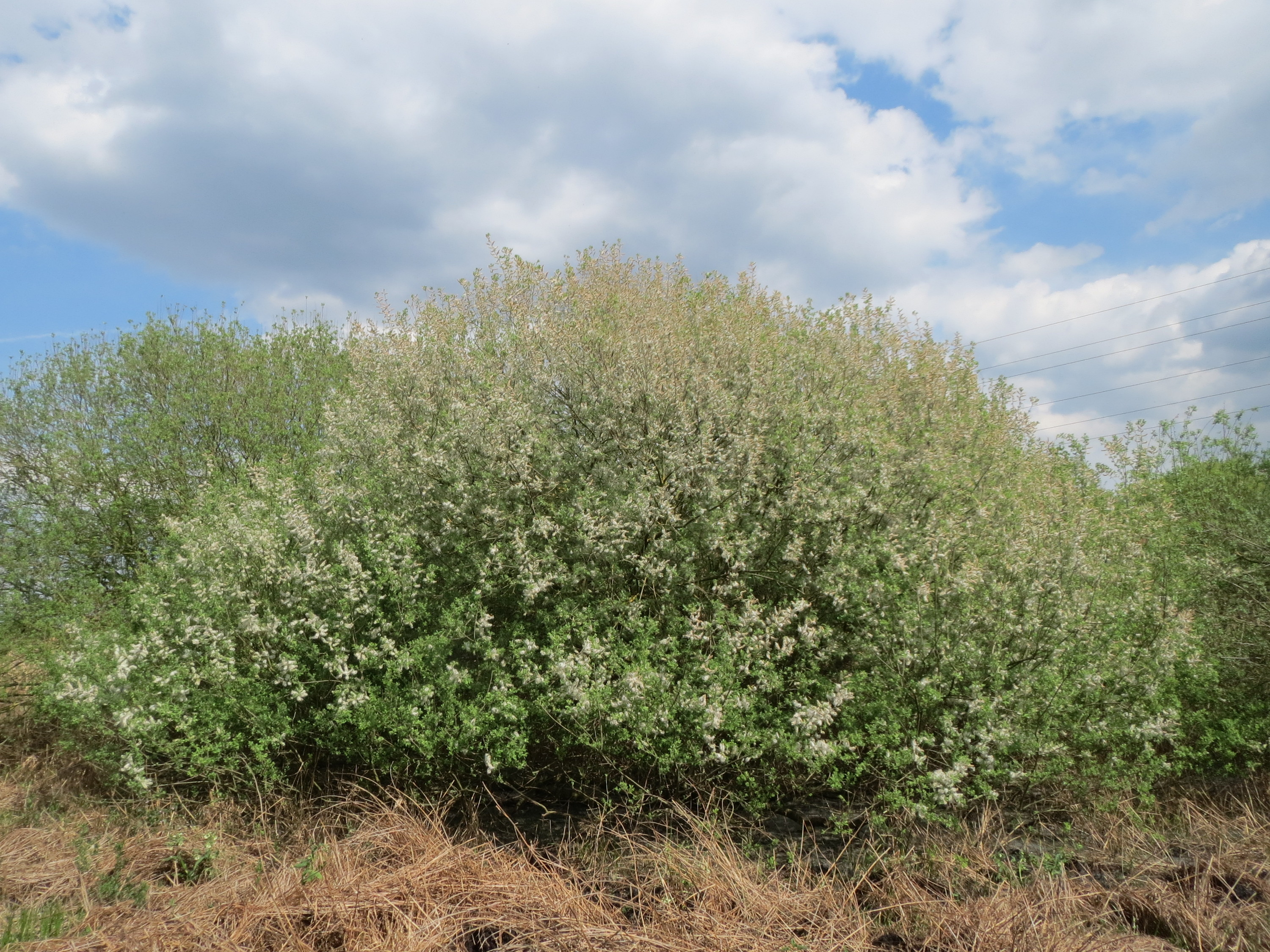
Een aspect van de associatie in april
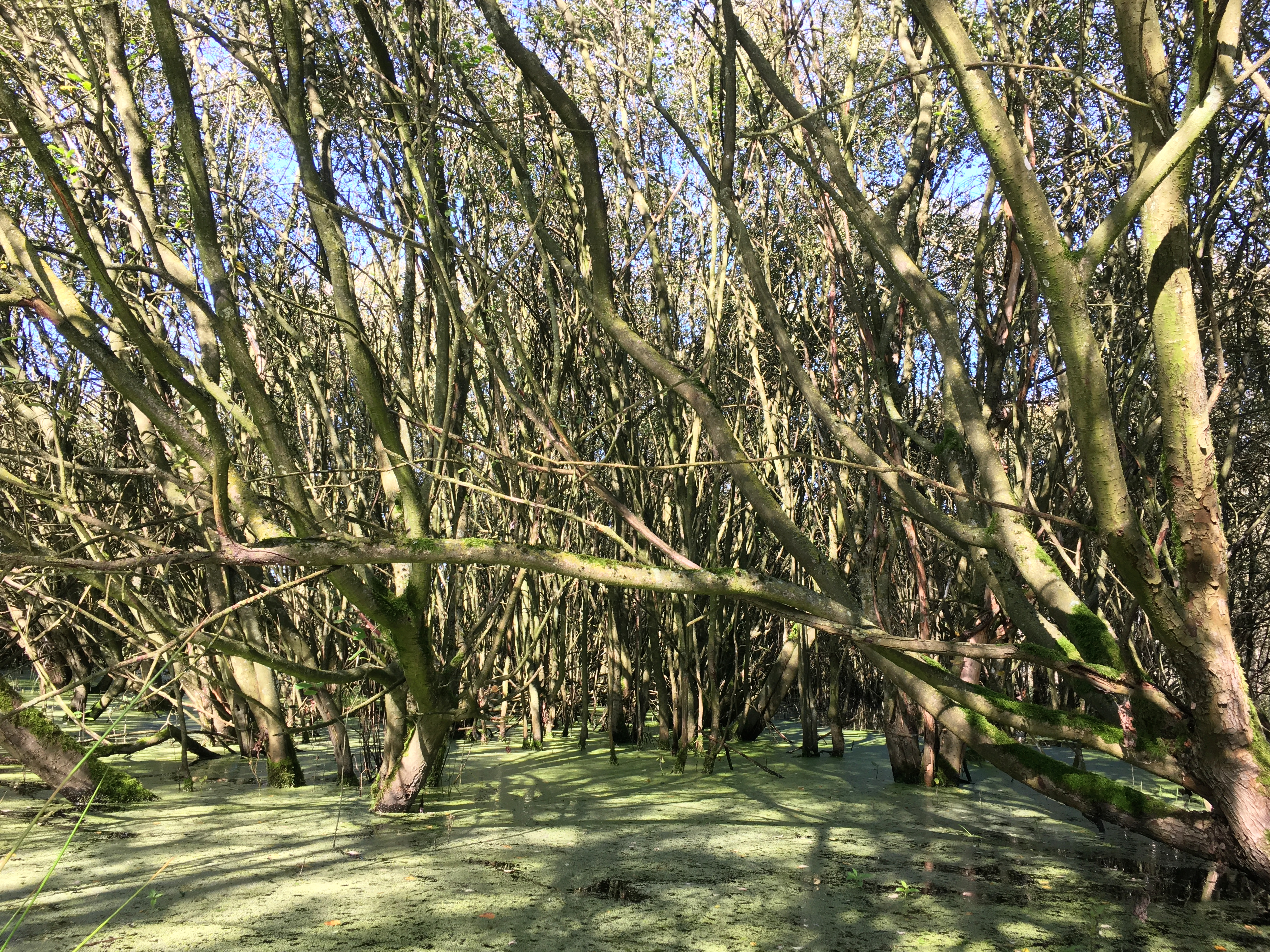
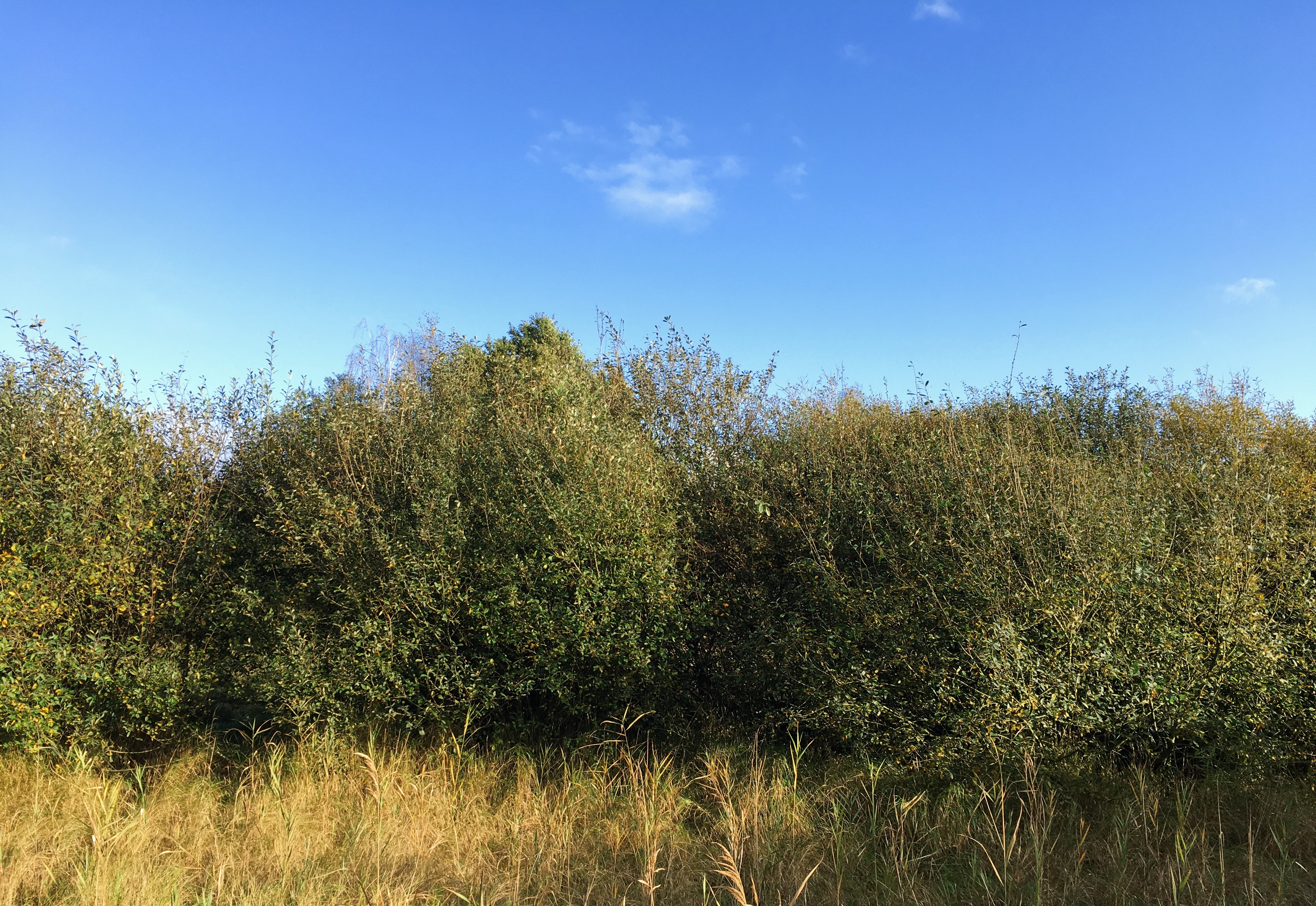
Herfstaspect van de subassociatie met hennegras
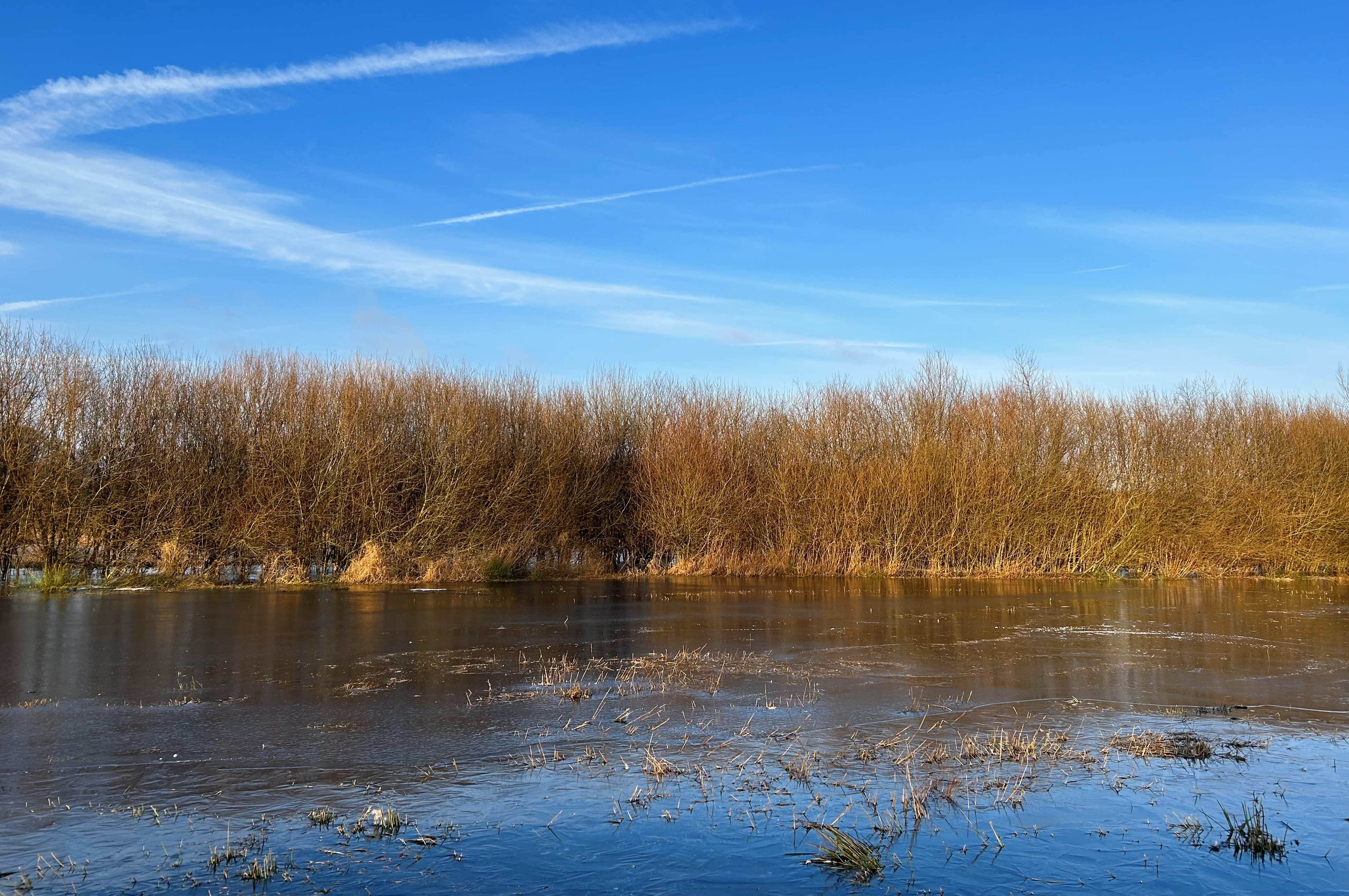
Winteraspect van een jong, lintvormig struweel van de associatie